# 24 Heures Motos 2020
Navigation
Édition précédente Édition suivante
Les 24 Heures Motos 2020 sont la 43e édition des 24 Heures Motos et la 3e et avant-dernière manche du calendrier du championnat du monde d'endurance moto 2019/2020. Elles ont lieu du 29 août 2020 au 30 août 2020.
Initialement prévue les 18 et 19 avril 2020, l'épreuve subit un report à cause de la pandémie de Covid-19.